# Шкрабак, Артём Владимирович
Артём Влади́мирович Шкраба́к (род. 7 января 1972, Саратов) — российский актёр театра и кино. Заслуженный артист РФ (2010).

## Биография
Артём Шкрабак родился 7 января 1972 года в городе Саратове в актёрской семье (мать — Т. С. Шкрабак, 1948 года рождения народная артистка Российской Федерации, ведущая актриса Ростовского театра драмы им. М. Горького; отец — В. И. Шкрабак, 1948 г. р. заслуженный артист РСФСР).
В 1993 году Артём окончил театральный факультет Саратовской государственной консерватории им. Собинова (мастерская народного артиста СССР Ю. П. Киселёва и нар. арт. РФ Ю. П. Ошерова). По окончании обучения Артём недолгое время работал в Саратовском ТЮЗе.
Сейчас Артём Шкрабак живёт в Ростове-на-Дону. Более 15-ти лет проработал в Ростовском академическом театре драмы им. М.Горького, являющемся единственным драматическим театром в донской столице из 4-х существующих. За это время Шкрабак успел запомниться многими своими образами, исполняя разнохарактерные роли, в том числе комедийные и трагичные, играя в психологических драмах.
В багаже актёра имеются амплуа: героя-любовника, характерного героя, клоуна-шута (эксцентрика), злодея-интригана, неприкаянного-отщепенца (или инодушного), фата, учёного (доктора, мага).
Работал с известными режиссёрами: Н. Е. Сорокиным, Г. Г. Кавтарадзе, Ю. П. Киселёвым, Ю. П. Ошеровым, М. Л. Фейгиным, М. Н. Чумаченко, Н. В. Леоновой, Г. Р. Тростенецким, К. С. Серебренниковым, Р. Ю. Нестеренко, В. В. Ветровым, В. П. Тодоровским.
В 2023 году награждён медалью «За доблестный труд на благо Донского края»

## Творчество

### Театральные работы
Ростовский академический театр драмы имени Максима Горького 

избранное
- «Дело Карамазовых» Ф. М. Достоевского. Режиссёр: Михаил Чумаченко. роль — Иван Карамазов
- «Шут Балакирев» Г. И. Горина. Режиссёр: Николай Сорокин. роль — Иван Балакирев
- «Горе от ума» А. С. Грибоедова. Режиссёр: Михаил Фейгин. роль — Александр Чацкий
- «Белая гвардия» М. А. Булгакова. Режиссёр: Михаил Чумаченко. роль — Леонид Шервинский
- «Идеальный муж» О. Уайльда. Режиссёр: Роман Самгин. роль — лорд Горинг
- «Влюблена, умна, хитра» Лопе де Вега. Режиссёр: Николай Сорокин. роль — Люсиндо
- «Король Лир, или всемирный театр дураков» Шекспира. Режиссёр: Георгий Кавтарадзе. роль — Эдгар
- «Загнанная лошадь» Ф. Саган. Режиссёр: Юрий Котов. роль — Юбер Дарсе
- «Тень» Е. Л. Шварца. Режиссёр: Николай Сорокин. роль — Учёный
- «Жертва» М. Фратти. Режиссёр: Роман Нестеренко. роль — Кирк
- «Маленькие трагедии» А. С. Пушкина. роли — Моцарт и Дон Карлос
- «Без вины виноватые» А. Н. Островского. Режиссёр: Наталья Леонова. роль — Пётр Миловзоров
- «Буратино» А. Н. Толстого (сценическая редакция Д. Г. Голубецкого).  Режиссёр: Николай Сорокин. роль — Буратино
- «Безумный уикенд» Н. Кауард. Режиссёр: Наталья Леонова. роль — Сэнди Тайрелл
- «Ужин дураков» Ф. Вебера. Режиссёр: Михаил Чумаченко. роль — Шеваль
- «Тигран Великий» А. Г. Геворкяна. Режиссёр: Николай Сорокин. роль — Луций Лициний Лукулл, римский полководец
- «Женщина и кларнет» М. Кристофера. Режиссёр: Владимир Рузанов. роль — любовник Любы

### Фильмография
- 1992 — Сны господина Экономиди
- 1999 — Куба далеко
- 2007 — Тиски — Вадик Скелет
- 2007 — След
- 2004—2013 — Кулагин и партнёры
- 2011 — Супруги-2 — Павел Шац
- 2011 — Чокнутая — врач
- 2014 — Французская кулинария — Саша
- 2017 — Морозова — Ерофеев
- 2017 — Свидетели
- 2019 — Мост — уборщик
- 2019 — По законам военного времени-3 — хозяин инструментов
- 2019 — Соня Суперфау — Гай Туманян
- 2020 — Капкан для монстра — «Туз», уголовник
- 2022 — Борщи — Клименко («Клещ»), криминальный бизнесмен